# Abderrahmane Djilali
Pour les articles homonymes, voir Djilali.
Cheikh Abderrahmane Ben Mohamed El Djilali, né le 9 février 1908 à Bologhine et mort le 12 novembre 2010 à Alger, est un théologien et historien algérien.

## Biographie
Très tôt versé dans l'étude du Coran (à 15 ans il avait terminé d'apprendre le Livre Sacré), Abderrahmane Djilali a étudié à la Grande Mosquée d'Alger (Djamaâ el Kebir), à la mosquée Sidi Ramdane et au mausolée de Sidi Abderrahman et-Thaâlibi. Ses maîtres furent le Cheikh El Bouziri, le professeur Bencheneb et les oulémas Bensmaïa, cheikh Belkacem El Hafnaoui, Zeribi El Azhari et Brahim Ben Hassen.
Érudit, historien et sociologue versé dans le fiqh (science de l'Islam), il a animé de nombreuses émissions radiophoniques consacrées à la religion et aux questions sociales.

## Ouvrages
En 1960, il obtient le Grand Prix Littéraire en Algérie pour la langue arabe pour son Histoire générale de l'Algérie qui en est à sa 8e réédition.
Il a également écrit d'autres livres consacrés au Pèlerinage à la Mecque, aux trois villes millénaires (Alger, Médéa, Miliana), ainsi que des pièces de théâtre.
- Histoire générale d'Algérie, T4, 4e édition, Beyrouth 1984
- Histoire des Trois villes, Ed. Ministère de la culture, Alger 2005. (8e Édition) ; (1re Édition 1972)
- À la mémoire de Mohamed Ben Abi Chennab
- La monnaie de l’État algérien à l’époque de l’Émir Abdelkader
- Ibn Khaldoun en Algérie